# واردا

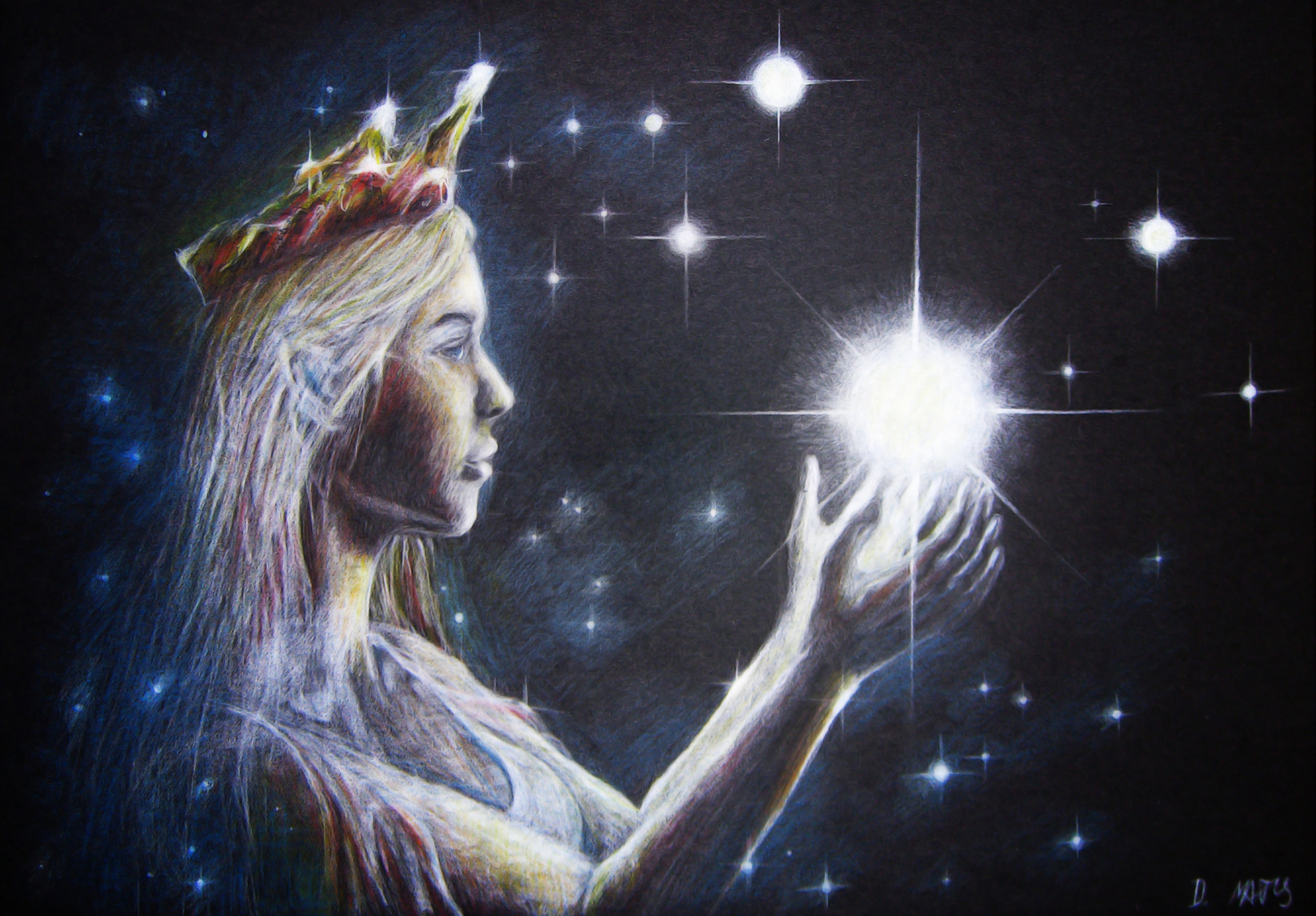
یک نقاشی از واردا

واردا النتاری (Varda Elentári) زنی افسانه ای در رشته‌افسانه‌های تالکین است. از او در سیلماریلیون به عنوان یکی از والار سرزمین میانه یاد می‌شود. بزرگ‌ترین نوشته به زبان سینداری دربارهٔ او است.

## نام
واردا در زبان کوئنیا به معنی بهترین و بلند است. نام او در زبان کوئنیای اولیه، بارادا به معنی بانوی والا است. در تلرین به او بارادیس، در زبان نولدور به او بِرِثیل و در آدونائیک به او آورادی می گویند.

## شخصیت
واردا یکی از بزرگترین والار یا خدایان در داستان‌های تالکین است. با نور ارتباط دارد و در مرکز دوگانگی نور و تاریکی قرار دارد. واردا درخشان‌ترین ستاره‌ها را در آسمان دارد. هفت اورنگ و صورت فلکی شکارچی مربوط به واردا است.
واردا با همسرش مانوه زندگی می‌کند، توان واردا با شوهرش کامل می‌شود. آن ها وقتی با هم اند می‌توانند دوردست‌ها را ببینند. چه در مه و چه در تاریکی و حتی فراتر از دریا را می‌توانند ببینند. همچنین واردا می‌تواند بهتر از دیگران بشنود، «صدای گریه‌ای در غرب تا شرق از گوش او پنهان نمی‌ماند.» هنگامی که ملکور نخستین بار نظر مخالفش را ابراز کرد، واردا باطن او را دید و او را پس زد. ملکور بیش از همهٔ والار از واردا متنفر بود چون به شدت دوست داشت نور را تصاحب کند.
ویژگی‌های واردا در شخصیت‌هایی از داستان مانند ملیان (موجود آسمانی یک درجه پایین‌تر)، گالادریل (ملکهٔ نور الف‌ها) و شخصیتی زمینی مانند گلدبری (به معنی توت زرین) تکرار می‌شود.